# Anna od św. Bartłomieja
Anna od św. Bartłomieja (ur. 1 października 1550 w Almendral; zm. 7 czerwca 1626 w Antwerpii) – hiszpańska karmelitanka, Błogosławiona Kościoła katolickiego.

## Życiorys
Urodziła się 1 października 1550 roku w bardzo religijnej rodzinie. Mając 10 lat została sierotą po tym jak rodzice zmarli na skutek zarazy panującej w Hiszpanii w latach 1558-1559. Opiekę nad Anną objęli starsi bracia, którzy przejęli majątek rodzinny w tym m.in. bydło, winnicę i pola uprawne.
Powołanie do życia zakonnego czuła od najmłodszych lat. Gdy po raz pierwszy udała się do Avila, aby wstąpić do klasztoru karmelitanek, nie została przyjęta z powodu wieku. Dopiero kilka lat później wstąpiła do klasztoru św. Józefa w Avilii, gdzie przyjęła ją sama przyszła św. Teresa. Stała się ona inspiracją życia duchowego dla Anny. 15 sierpnia 1572 roku złożyła śluby zakonne. Podczas posługi zajmowała się wraz ze św. Teresą. Po jej śmierci podróżowała do Francji i Flandrii szerząc misję karmelu.
Zmarła 7 czerwca 1626 roku w wieku 75 lat w opinii świętości.
Została beatyfikowana przez papieża Benedykta XV w 1917 roku, a jej wspomnienie obchodzone jest w rocznicę jej śmierci w dniu 7 czerwca.

## Cytaty
„Panie, daj się poznać wszystkim, aby wszyscy Cię kochali” Bł. Anna